# Svetlana Romashina
Svetlana Alekseyevna Romashina (em russo:  Светлана Алексеевна Ромашина; Moscou, 21 de setembro de 1989) é uma nadadora sincronizada russa.

## Carreira
Romashina representou seu país nos Jogos Olímpicos de 2008 e 2012, ganhando a medalha de ouro por equipes em 2008 e 2012 e no dueto em 2012 com Natalia Ishchenko.
Na Rio 2016, repetiu a dupla com Ishchenko, e novamente ganhou a medalha de ouro no dueto. E por equipe também voltou a conquistar a medalha de ouro.
Obteve o título olímpico no dueto em Tóquio 2020 ao lado, dessa vez, de Svetlana Kolesnichenko.